# Hamudi
Hamudi az ókori Egyiptom egyik hükszosz uralkodója; az Alsó-Egyiptomot megszállva tartó, a délen hatalmon lévő XVII. dinasztiával párhuzamosan uralkodó XV. dinasztia utolsó királya. I. e. 1534-ben vagy 1541-ben lépett trónra, fővárosa Avarisz volt. Rövid uralkodás után legyőzte őt a rivális déli uralkodócsaládhoz tartozó I. Jahmesz, aki újraegyesítette Egyiptomot és megalapította a XVIII. dinasztiát, ezzel zárult le a második átmeneti kor.

## Említései
Hamudit említi a torinói királylista, a 10. oszlop 28. sorában (Gardiner számozása szerint a 10. oszlop 20. sorában) szerepel a neve, az utolsó hükszosz királyként. Emellett csak két szkarabeuszpecsét tulajdonítható teljes bizonyossággal neki, mindkettőt Jerikóban találták.
Emellett egy ismeretlen helyről, talán Bübloszból előkerült pecséthengeren is szerepel kártusban egy név, ami talán Hamudinak olvasható; Kim Ryholt azonban ezt vitatja, szerinte egy Kandi nevű, eddig ismeretlen királyról van szó. Mindenesetre úgy tűnik, még ha valóban Hamudi neve szerepel is a pecséten, csak helykitöltőnek használták, nem kifejezetten azért, hogy őrá utaljanak vele. A pecsét jelenleg a Petrie Múzeumban található (katalógusszám: UC 11616).

## Uralkodásának hossza
Mivel kevés lelet datálható Hamudi uralkodása idejére, Ryholt feltételezése szerint rövid ideig uralkodhatott, legfeljebb egy évig. Ez azt jelenti, hogy alig valamit örökölt az egykori hükszosz területekből, talán már ostrom alatt tartották Saruhenben, a hükszoszok utolsó erődítményében a Negev-sivatagban.
Más tudósok, köztük Manfred Bietak azonban vitába szállnak ezzel, mert a Rhind-papiruszon szerepel egy ismeretlen király 11. uralkodási éve; Bietak és mások szerint ez Hamudi 11. évét jelenti, mivel a szöveg többi része I. Jahmeszre „a déli”-ként utal. Thomas Schneider közlése szerint „egy alternatív uralkodási idő kikövetkeztethető a Rhind matematikai papirusz verzóján lévő feljegyzésből, melyben megörökítik, hogy a hatalmon lévő király 11. uralkodási évében elfoglalták Héliopoliszt, és »a déli« megtámadta és elfoglalta Szilét. Mivel »a déli« csak Jahmeszra, a thébai uralkodóra vonatkozhat, a 11. uralkodási év csak Apepi hükszosz király utódjáé, Hamudié lehet. A hükszoszok fővárosát, Avariszt nem sokkal később foglalta el Jahmesz.”
A papiruszon szereplő másik dátum egyértelműen Hamudi elődje, Apepi 33. éve. Általánosan elfogadott, hogy I. Jahmesz 18. vagy 19. uralkodási évére legyőzte a hükszosz uralkodót; erre egy, a turai kőfejtőben talált felirat utal, mely szerint a kőfejtő megnyitásakor, Jahmesz 22. uralkodási évében kánaáni ökröket használtak. Mivel az ökröket csak azután hozhatták el Kánaánból, hogy véget ért Jahmesznek a dél-kánaáni Saruhen ellen folyó, 3-6 éven át tartó ostroma, mely Avarisz meghódítását követte, ez azt jelenti, hogy Hamudi uralkodása legkésőbb Jahmesz 18. vagy 19. évében véget kellett, hogy érjen.

## Fordítás
- Ez a szócikk részben vagy egészben  a   Khamudi című angol Wikipédia-szócikk ezen változatának fordításán alapul.  Az eredeti cikk szerkesztőit annak laptörténete sorolja fel. Ez a jelzés csupán a megfogalmazás eredetét és a szerzői jogokat jelzi, nem szolgál a cikkben szereplő információk forrásmegjelöléseként.